# هاليزية كارولينة
هاليزية كارولينة (الاسم العلمي:Halesia carolina) هي نوع من النباتات تتبع جنس الهاليزية من الفصيلة الإصطركية.